# Fânețele seculare Valea lui David

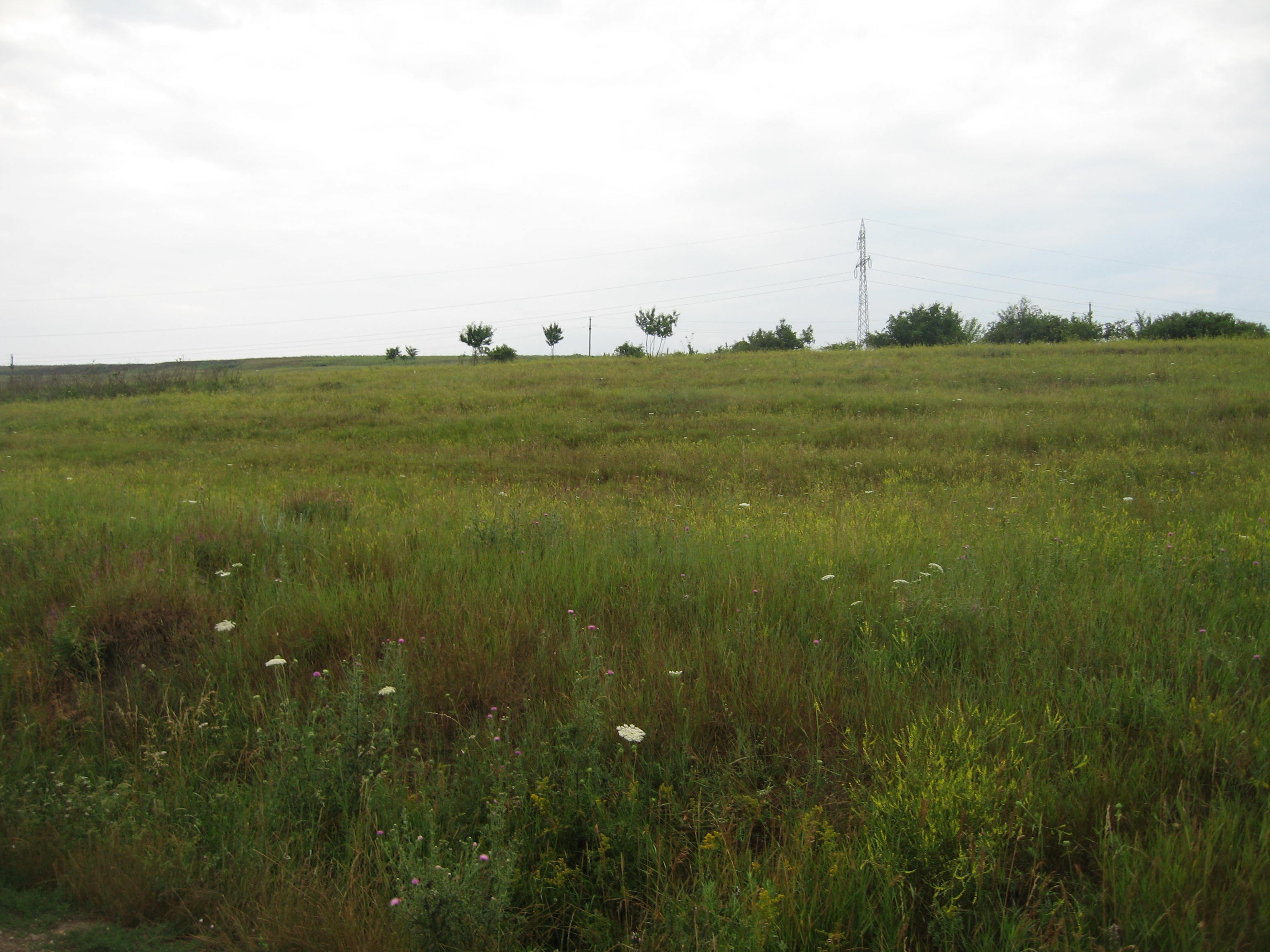
Rezervaţia naturală „Fâneţele seculare Valea lui David”

Fânețele seculare Valea lui David este o arie protejată de interes național ce corespunde categoriei a IV-a IUCN (rezervație naturală, tip floristic), situată pe teritoriul județului Iași. Ea se află la vest de municipiul Iași, după Fabrica de antibiotice și terenul care aparține viei Uricanilor și se întinde pe o suprafață de 46,36 hectare.
Aici se ajunge de pe DN 28, urmând un drum îngust aflat pe partea dreaptă a șoselei ce duce de la Iași la Roman. Drumul se află pe direcția nord, printre două dealuri, pe valea pârâului Valea lui David, la o altitudine de 80-100 metri.

## Statut
Fânețele se află pe coasta dealului La Coșări. Denumirea rezervației provine de la naturalistul și geograful Mihail D. David (1886-1954), fost profesor de geografie la Universitatea „Al.I. Cuza” din Iași. El este autorul mai multor lucrări, printre care și Cercetări geografice în Podișul Moldovenesc, unde a dedicat câteva pagini chiar rezervației care astăzi îi poartă numele. A fost confirmată ca rezervație floristică prin Hotărârea Consiliului Județean Iași nr. 8/1994 și prin Legea 5/2000.
Rezervația cuprinde o pajiște multiseculară, cu fânețe ce aparțin regiunii de silvostepă din nordul Moldovei, cu pâlcuri de stejar și gorun, bogate în poieni, iazuri și terenuri mlăștinoase, unele din ele cu soluri salinizate. Aici au avut loc numeroase alunecări de teren, formând un microrelief variat care în corelație cu factorii abiotici au dat posibilitatea instalării unui covor vegetal bogat în specii cu caracter pontic.
Aici se află peste 570 de specii de plante antofite, dintre care adevărate rarități floristice pentru România, cum ar fi amăreala siberiană (Polygala sibirica), bărbușoara, clopoțeii, măcrișul de stepă (Rumex tuberosus), migdalul pitic, patlagina, stânjenei de stepă, stânjenelul, steluța cu flori albastre, varza tătărască etc. În anul 2005 a fost identificată aici pentru prima dată în România specia de ciupercă Agaricus fissuratus.
De asemenea, aici se găsesc și unele rarități faunistice, ca rădașca (Lucanus cervus), fluturele Evergestis ostrogovichi (în a doua localitate din lume), greierul împroșcător (Dinarhus desipus), vipera de stepă moldavă (Vipera ursini moldavica), șopârla de câmp (Lacerta agilis chersonensis), precum și păsări: fâsa de câmp (Anthus campestris), prepelița (Coturnix coturnix), mărăcinar negru (Saxicola torquata) sau ciocarlia de camp (Alauda arvensis).
La capătul rezervației se află Iazul Valea lui David (2 ha), unde pot fi zăriți mulți pești din soiul „crap silezian”, bibani, șerpi lungi cam de jumătate de metru, vineți pe spinare și albicioși pe burtă. Pe coasta dreaptă a văii sunt vipere.

## Imagini

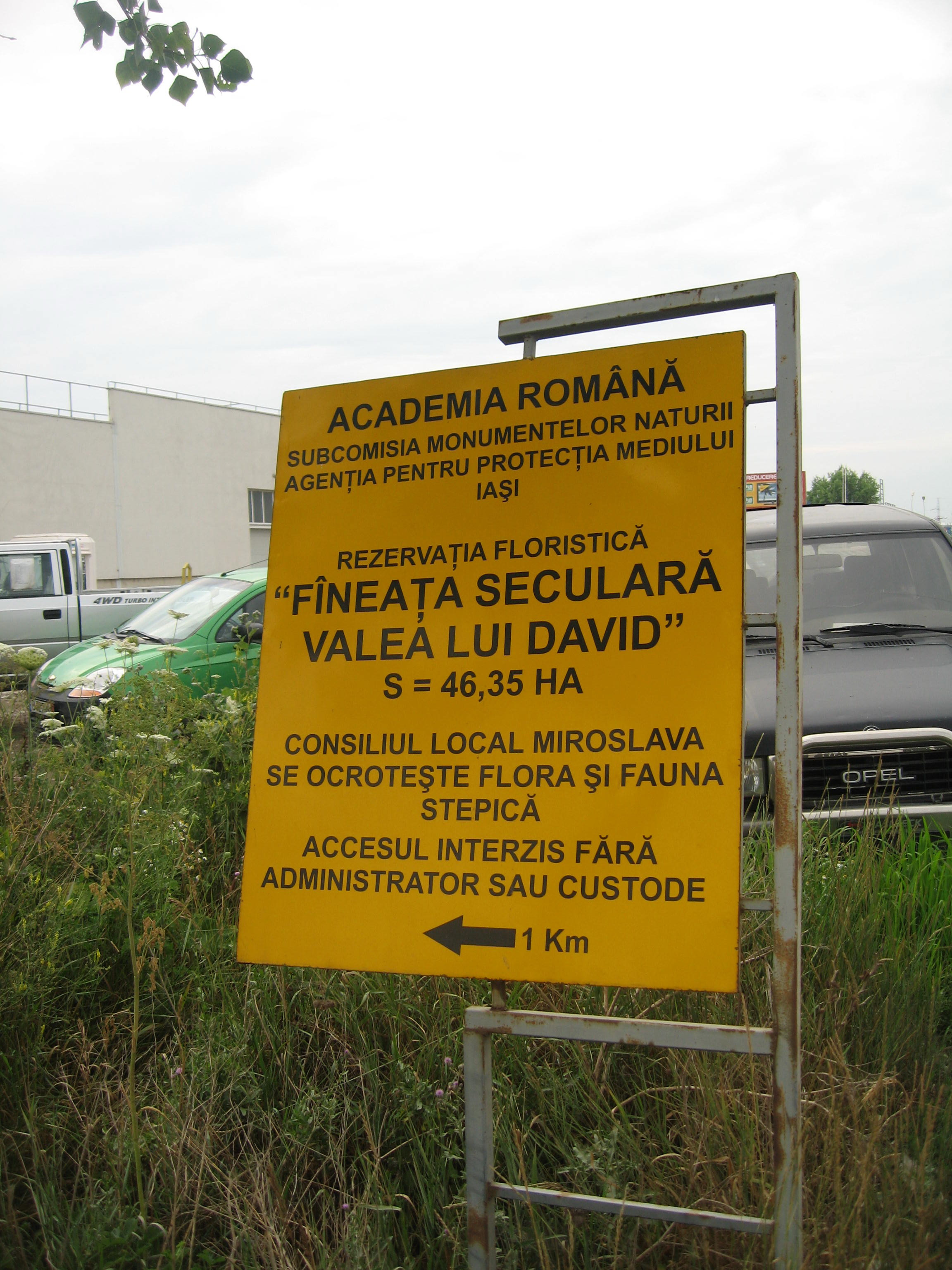
Placa care indică direcţia spre rezervaţie
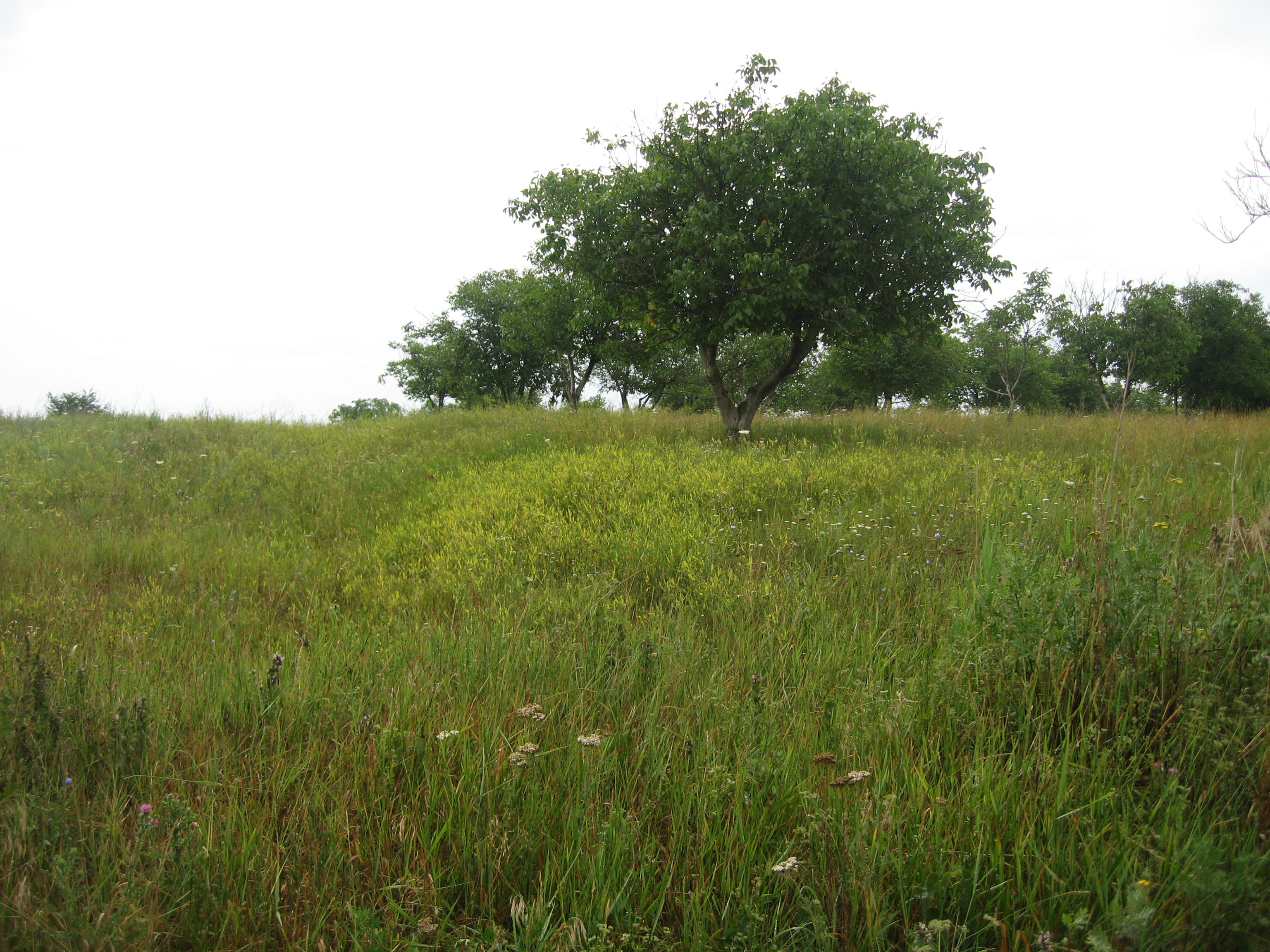
Fâneţe
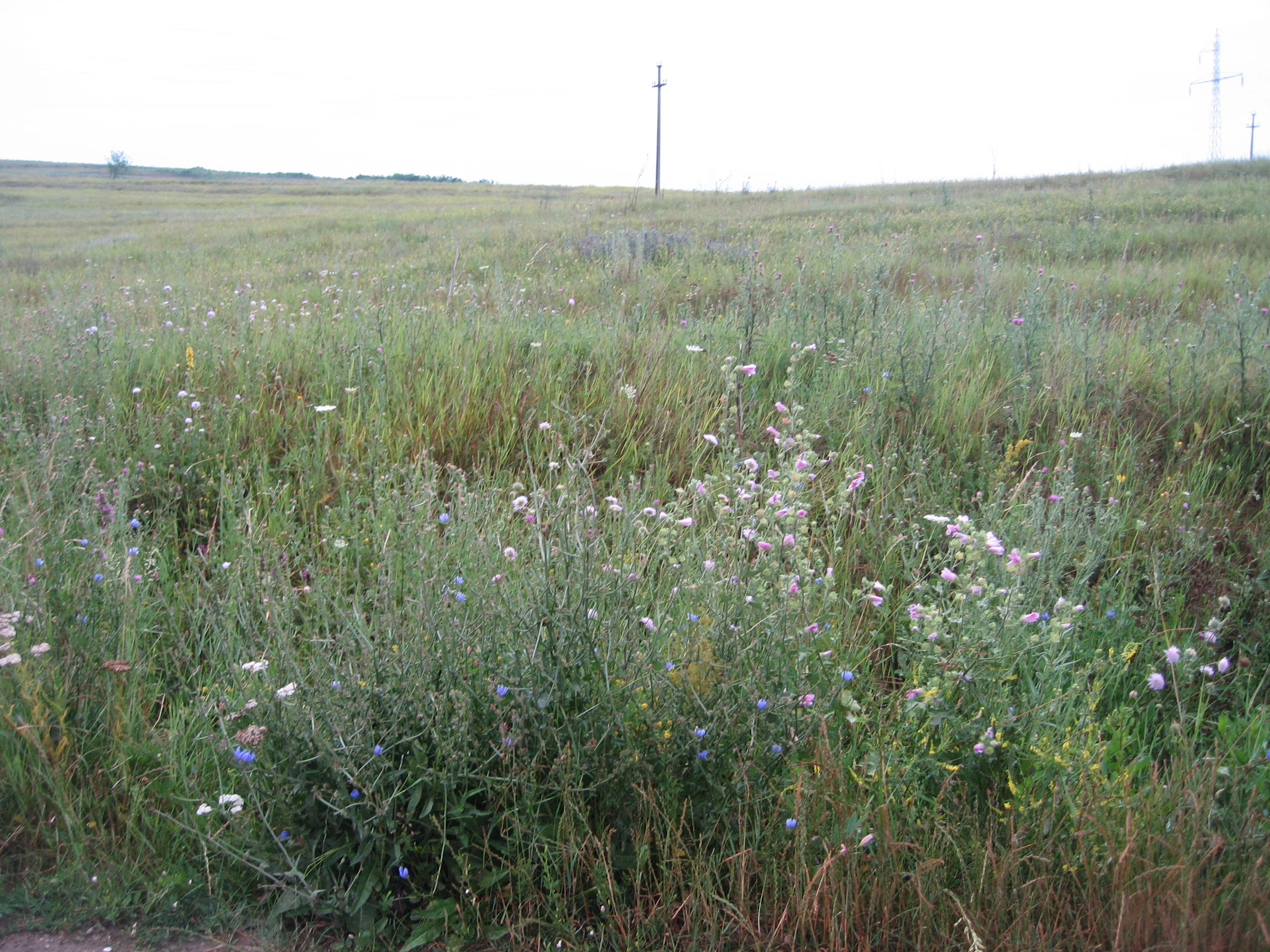
Fâneţe
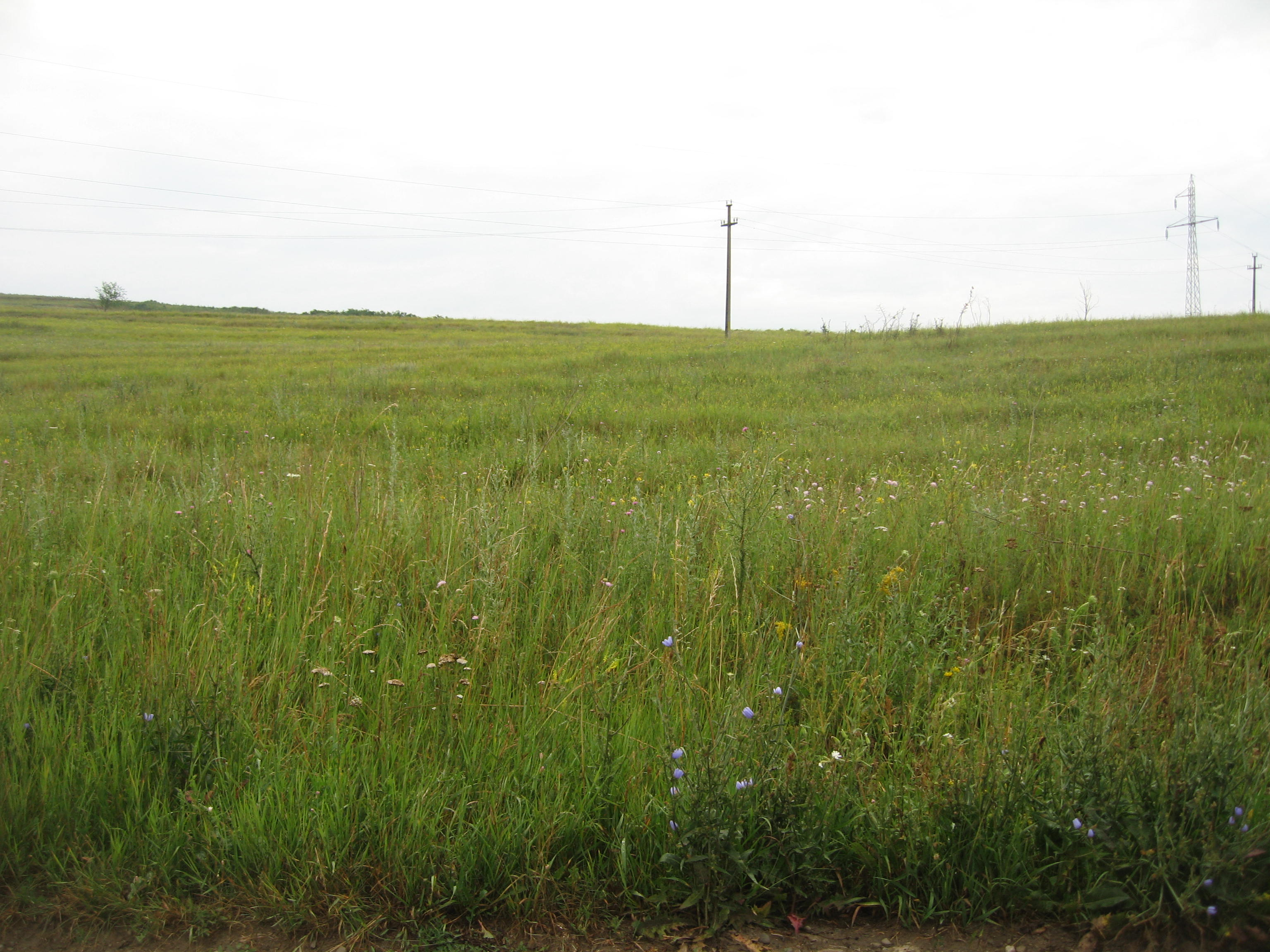
Fâneţe
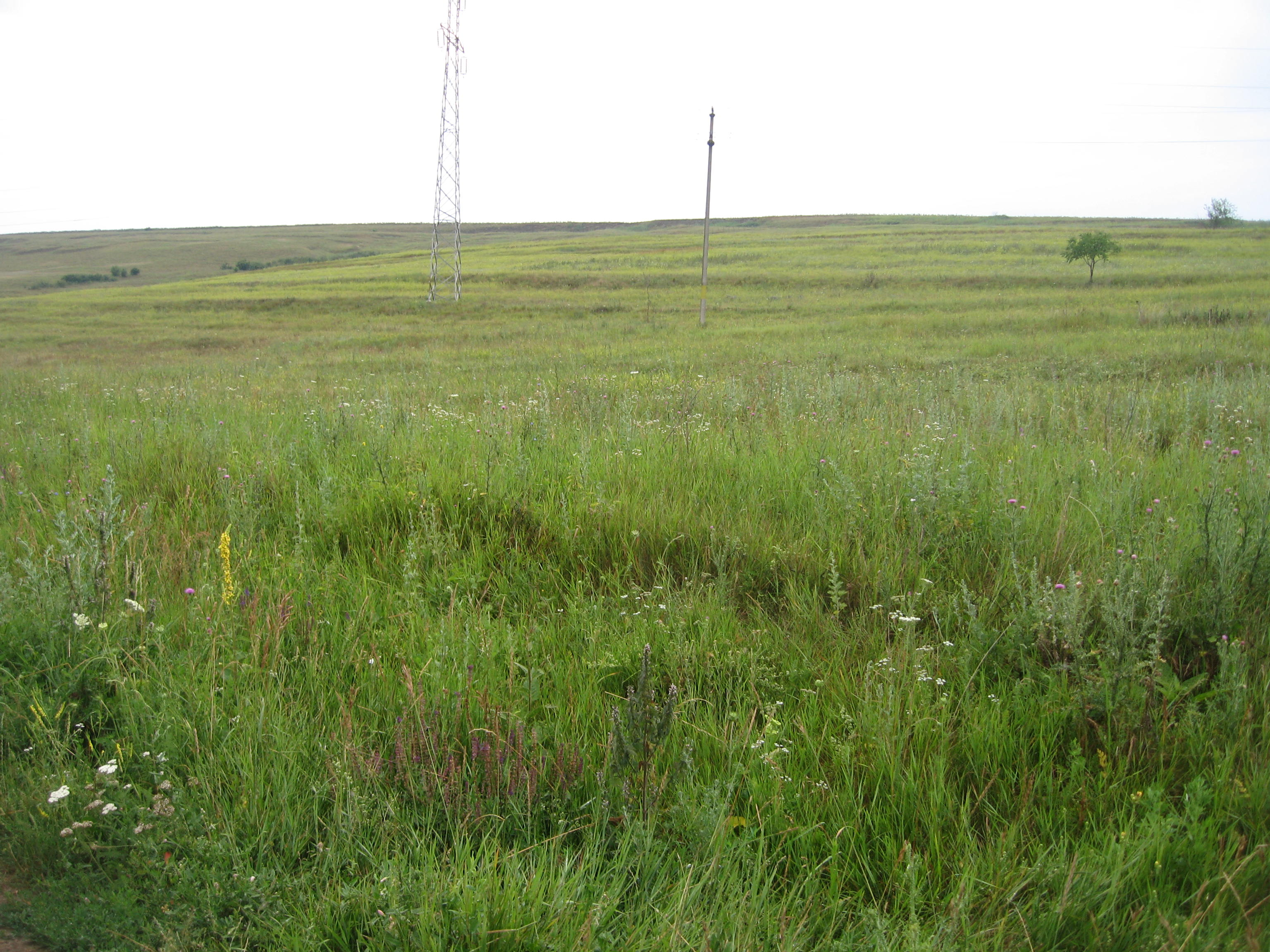
Fâneţe
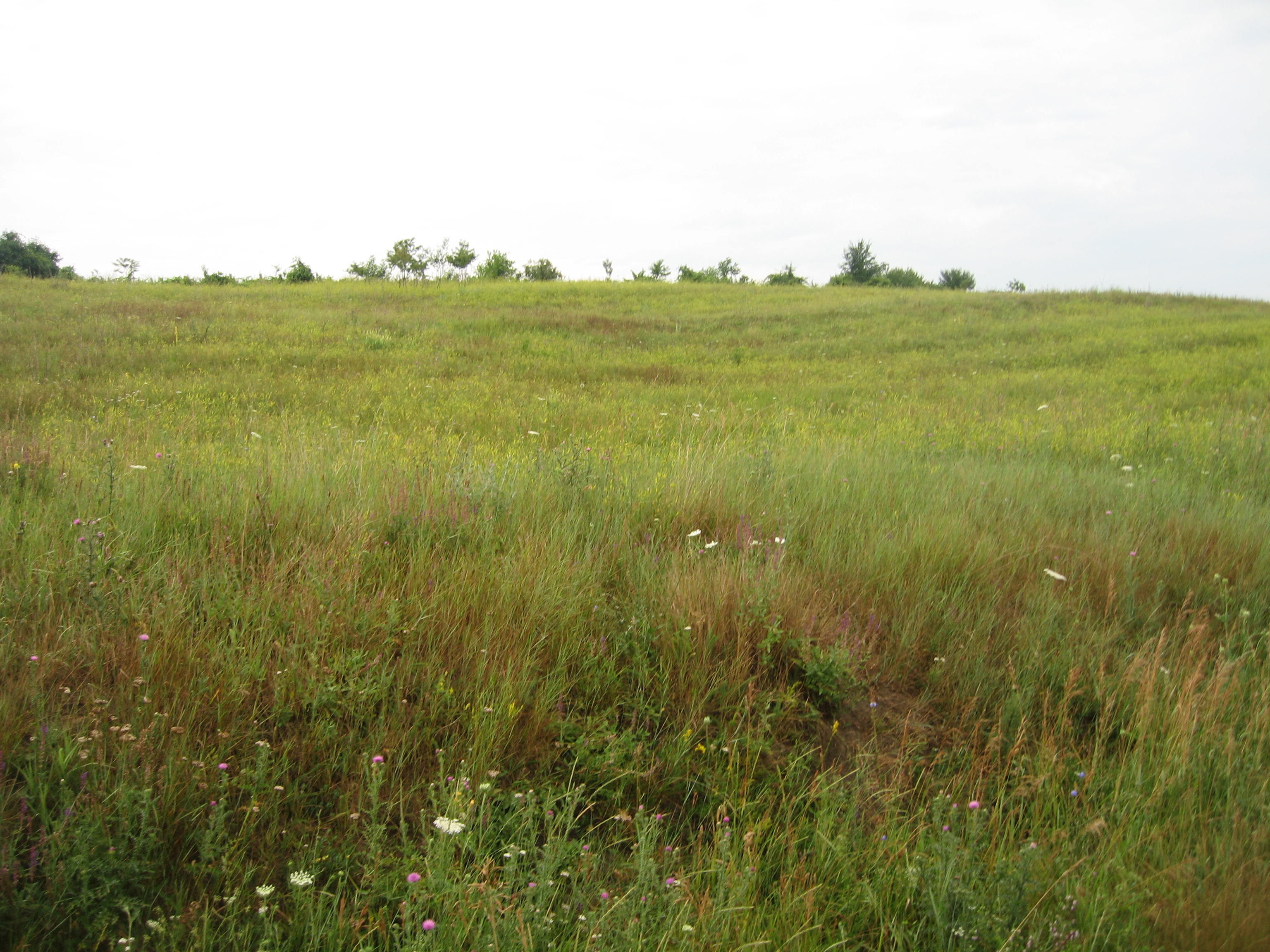
Fâneţe
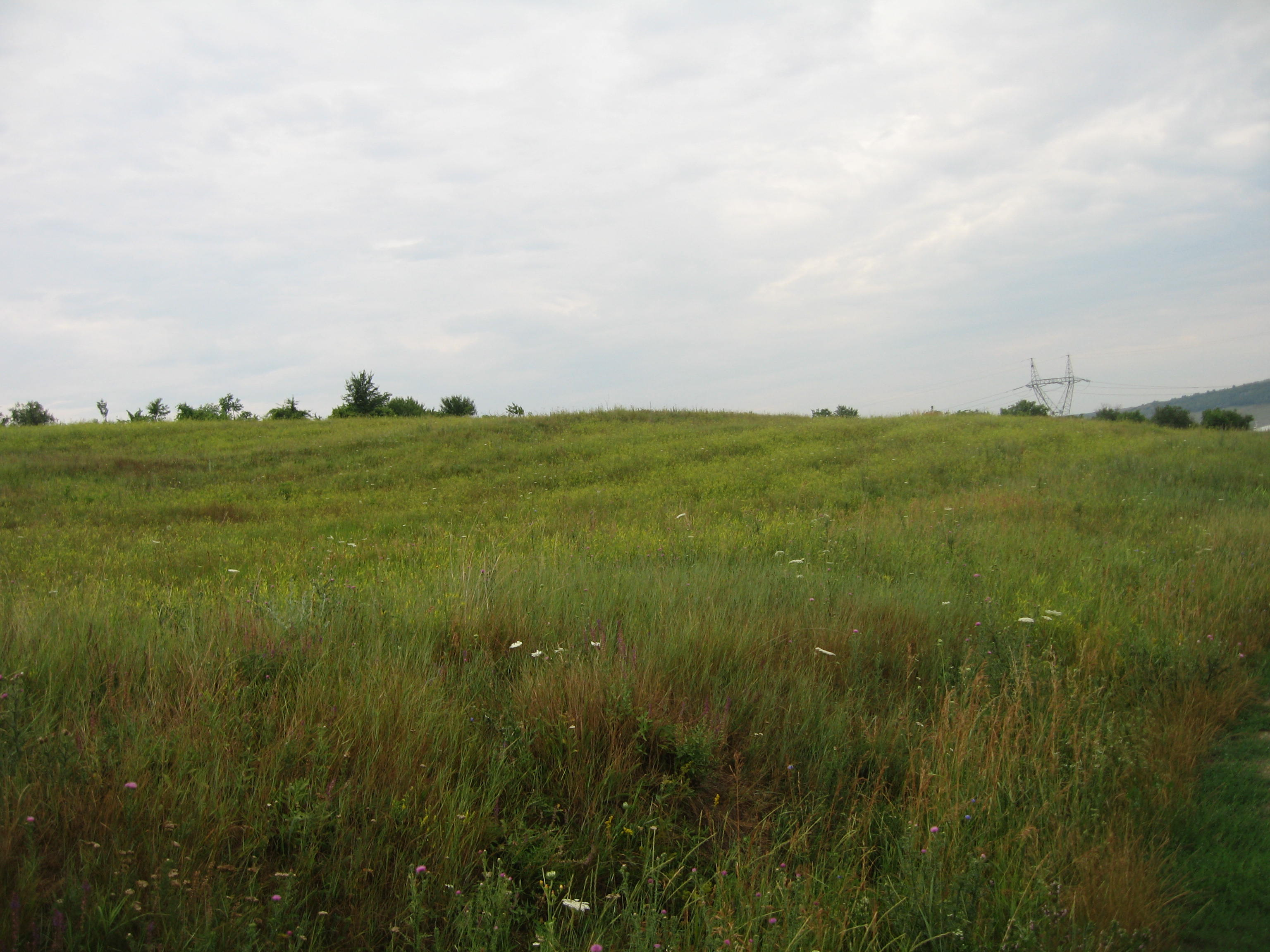
Fâneţe
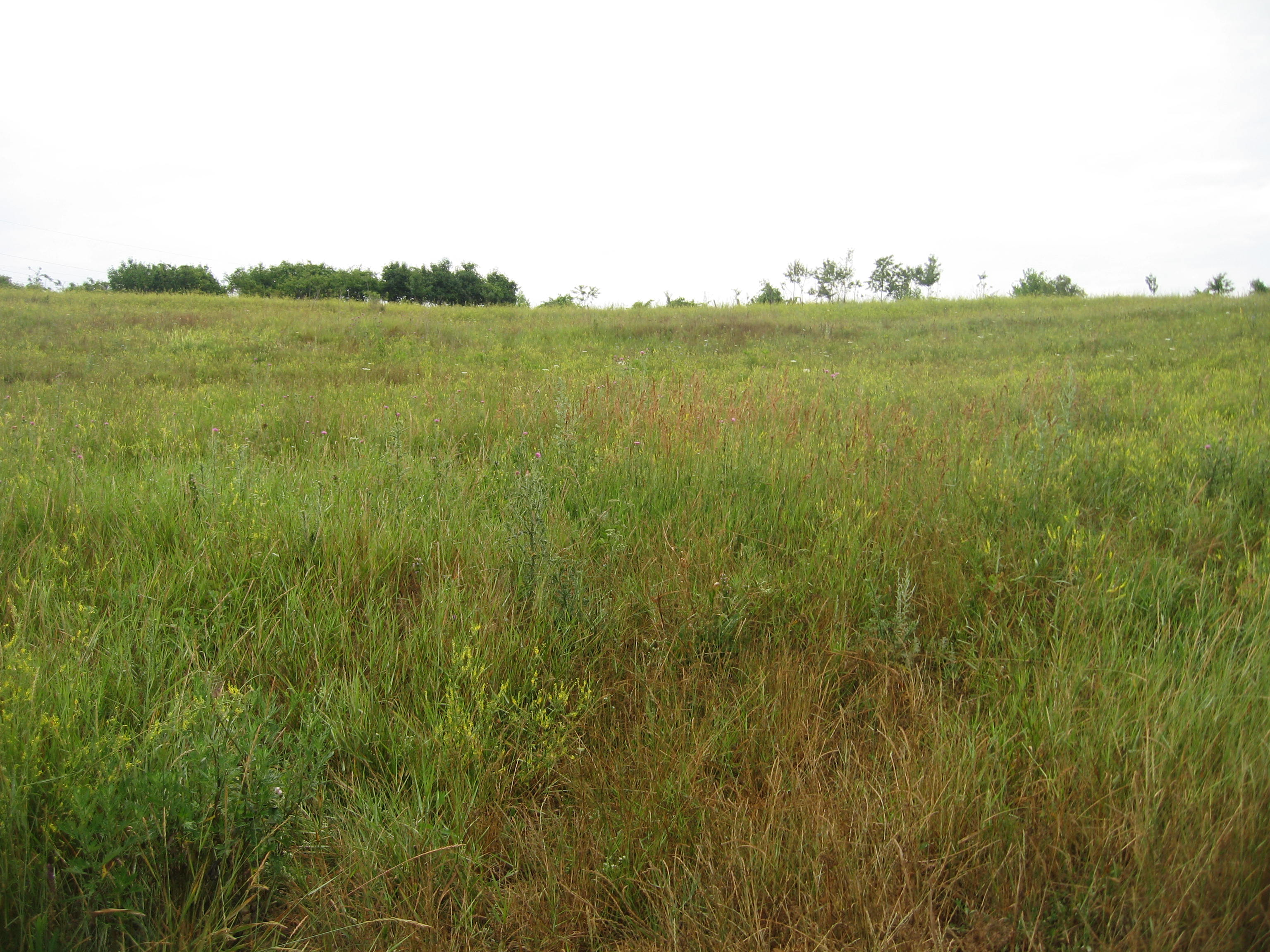
Fâneţe